# Gilman Lika
Gilman Lika est un footballeur albanais né le 31 janvier 1987.

## Carrière
- 2004-2008 : KS Vllaznia Shkodër
- 2008-2009 : Hacettepe SK
- 2009-2010 : Boluspor K
- 2010-déc. 2010 : Diyarbakirspor
- jan. 2011-2013 : KF Tirana [1]
- juil. 2013 : Skenderbeu Korce
- aout 2013-jan. 2014 : Al Faisaly
- jan. 2014-jan. 2015 : KS Flamurtari Vlorë
- jan. 2015-2015 : Vllaznia Shkodër
- depuis 2015 : KF Tirana

## Palmarès
- Coupe d'Albanie : 2017